# Autanthema
Autanthema is een geslacht van vlinders van de familie visstaartjes (Nolidae), uit de onderfamilie Chloephorinae.

## Soorten
- A. diversicolor Warren, 1912